# DBX1
DBX1‏ (Developing brain homeobox 1) هوَ بروتين يُشَفر بواسطة جين DBX1 في الإنسان.